# Gmina Liberty (hrabstwo Dubuque)

Położenie Gminy Liberty w hrabstwie Dubuque

Gmina Liberty (ang. Liberty Township) – gmina w USA, w stanie Iowa, w hrabstwie Dubuque. Według danych z 2000 roku gmina miała 644 mieszkańców, a jej powierzchnia wynosi 94,3 km².